# Franz Damasus Deworezky
Franz Damasus Deworezky (25. listopadu 1816 Třeboň – 1. června 1891 Český Krumlov) byl jihočeský stavitel a architekt, působící především na stavbách jihočeských panství Schwarzenbergů. 

## Život
Narodil se v Třeboni jako syn  městského stavitele Johanna Deworezkého. Vystudoval stavitelství na pražské polytechnice u Karla Wiesenfelda. Již během studií, když bydlel v Praze v podnájmu na Novém Městě v domě čp. 186/II a později Na rybníčku čp. 537/II, nastoupil jako praktikant do schwarzenberské stavební kanceláře. Po ukončení studií povýšil na stavitele a stavební dozor, postupně se vypracoval na projektanta až dosáhl pozice ředitele.

## Dílo

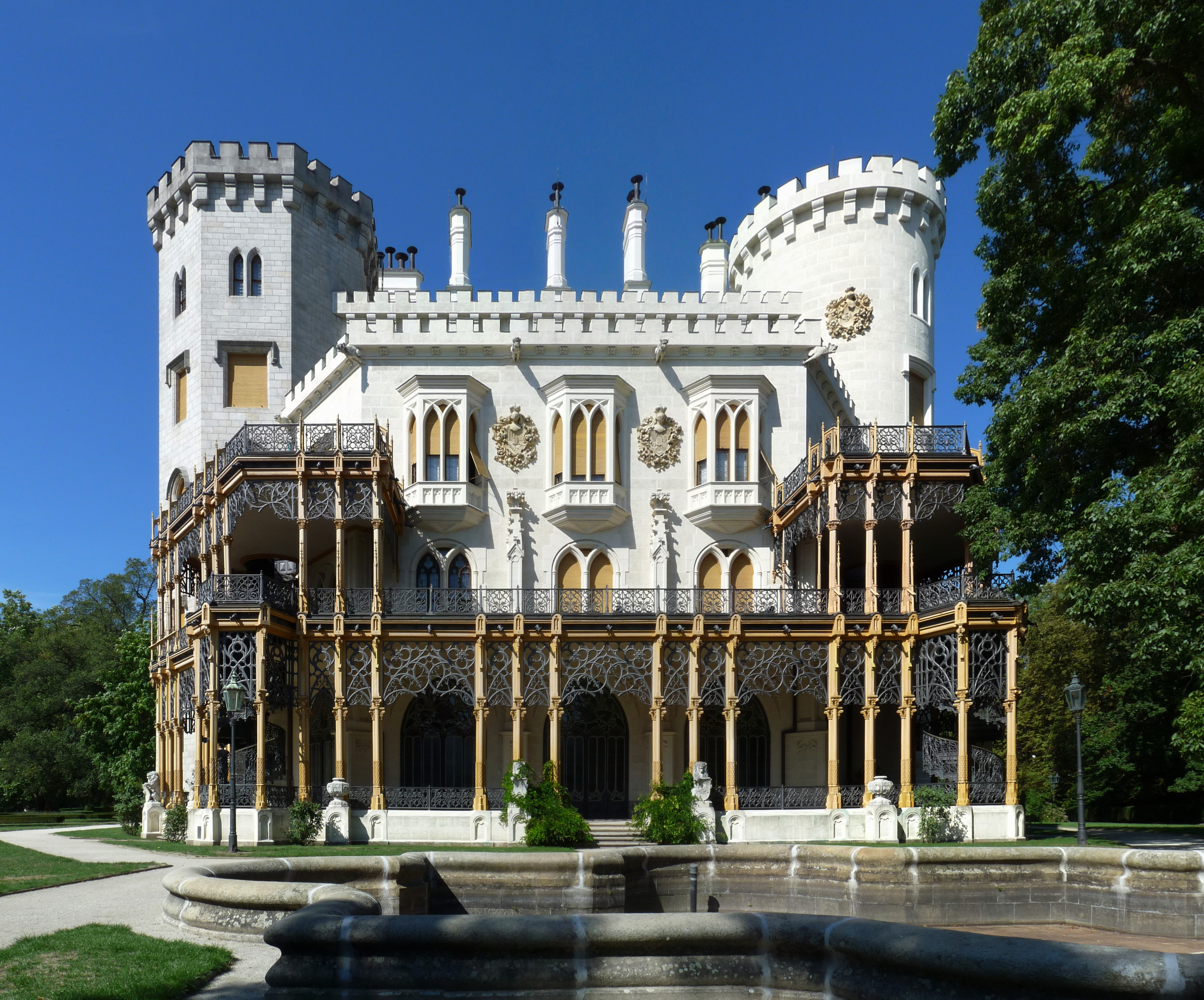
Litinová terasa u jižního průčelí zámku Hluboká.

- Novogotický zámek v Hluboké nad Vltavou, (1861–1871), podle projektu vídeňského architekta Franze Beera; Deworezkého je návrh na litinovou jižní terasu, také další kovové doplňky (železná dvířka, mřížky krbů apod.)
- Lovecký zámeček Ohrada na Hluboké
- Schwarzenberská hrobka v Domaníně u Třeboně (1874–1877),  novogotická osmiboká tříetážová pohřební kaple s věží, podle projektu Friedricha Schmidta (autora regotizace hradu Karlštejna; s Deworezkého úpravami základů pro vlhký hlinitý terén
- Nábytek architektonického členění s dekorací v historizujících slozích
- úřednický dům Štekl u zámku Hluboká (vlastní projekt)
- kostel sv. Jana Nepomuckého v Zadní Zvonkové (1878–1880), vlastní projekt
- Schwarzenberský palác ve Vídni, stavební úpravy interiérů

Další reprezentační, obytné a hospodářské stavby na schwarzenberských panstvích v jižních Čechách:
- Schwarzenberský pivovar v Čimelicích
- Schwarzenberská hospoda ve Vodňanech
- zemědělské objekty v Protivíně a na Poříčské louce u Hluboké - stavbyvedoucí
  - hudební kruchta v kostele v Blanici.

## Publikace
- Franz Damasus DEWOREZKY: Baugebühr-Ausmaß und Regulativ für die Erd-, Maurer-, Ziegeldecker-, Zimmermanns- u. Steinmetzarbeit, dann Baumaterialien-Erzeugung durch Handarbeit: nebst einem Anhange, enthaltend, Die richtige Ausmittlung des Materialien-Bedarfes für obige Professionistenarbeiten. Vydal F. Jeřábek Praha 1857 dostupné online, česky přibližně: Vyměřování povinností pro zemní, zednické, pokrývačské, tesařské a kamenické práce, pak pro ruční výrobu, jakož i správné zjištění potřeby materiálu pro uvedené řemeslné práce.